# Karhorn
Karhorn är en bergstopp i Österrike.   Den ligger i distriktet Bregenz och förbundslandet Vorarlberg, i den västra delen av landet, 500 km väster om huvudstaden Wien. Toppen på Karhorn är 2 416 meter över havet, eller 708 meter över den omgivande terrängen. Bredden vid basen är 5,1 km.
Terrängen runt Karhorn är bergig norrut, men söderut är den kuperad. Runt Karhorn är det ganska glesbefolkat, med 27 invånare per kvadratkilometer.. Närmaste större samhälle är Mittelberg, 8,4 km norr om Karhorn. 
Trakten runt Karhorn består i huvudsak av gräsmarker.